# Церковь Пресвятой Троицы (Бережаны)
Церковь Пресвятой Троицы (укр. Церква Пресвятої Трійці) — греко-католическая церковь в городе Бережаны Тернопольской области Украины, памятник архитектуры национального значения. Расположена на площади Рынок напротив городской ратуши. 

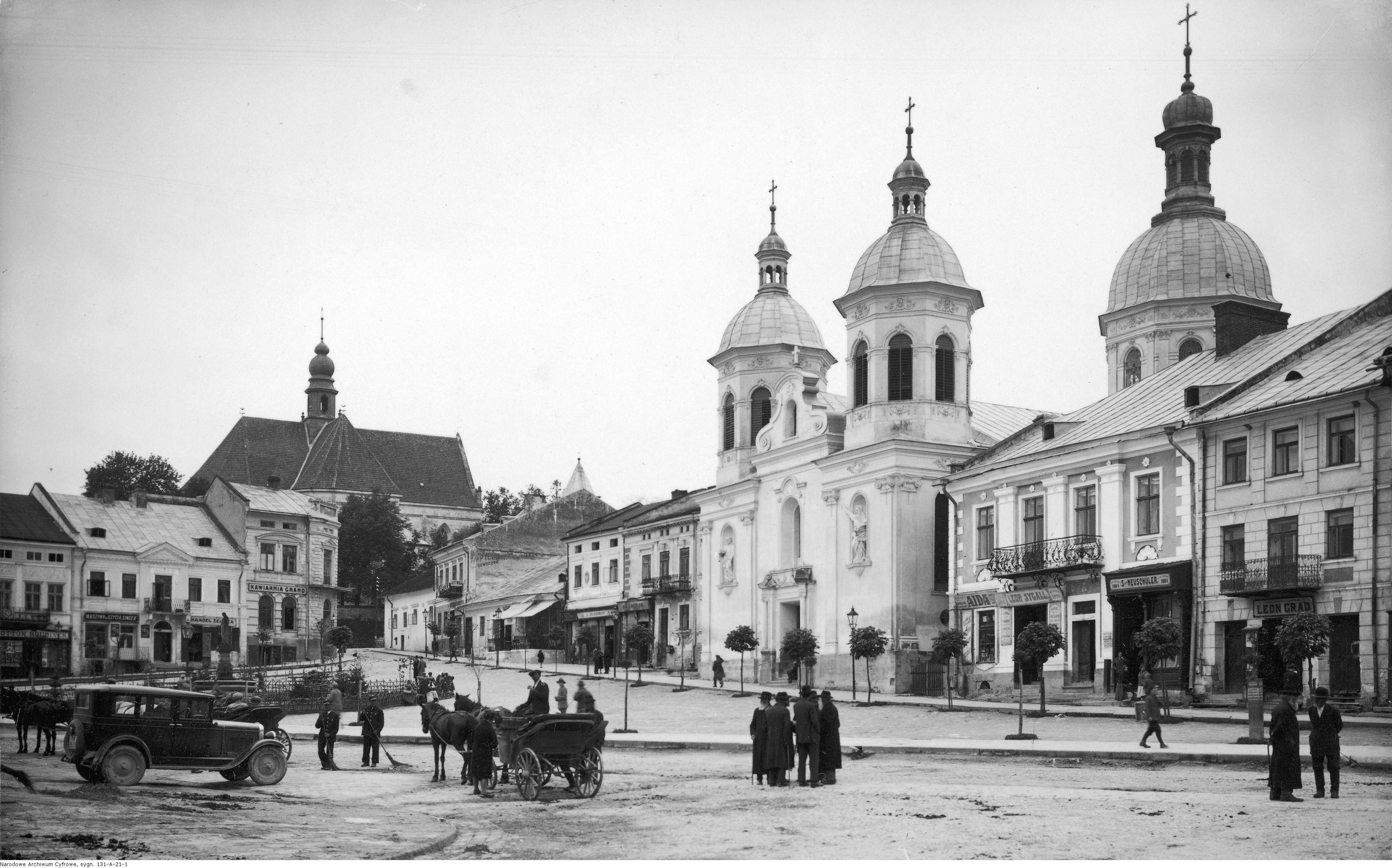
Церковь Пресвятой Троицы, 1929

Первоначальная каменная церковь построена в 1768 году в неоготическом стиле на месте деревянного храма. В 1810 году церковь пострадала от сильного пожара, охватившего всю центральную часть города. При содействии княгини Изабеллы Любомирской храм был быстро восстановлен, но потерял свой первоначальный вид и черты неоготики. Современный вид церковь приобрела в результате последней реставрации 1893—1903 годов. Именно тогда были построены две башни и купол. При советской власти храм закрыли, поэтому верующие греко-католической общины были вынуждены молиться подпольно в частных домах. В начале 1990-х годов храм вновь вернули общине УГКЦ.
В церкви хранится Римско-Бережанская чудотворная икона Пресвятой Богородицы, которую привез в начале XVII века в Бережаны шляхтич Александр Синявский как подарок городу от Папы Римского Павла V.